# Fiat 25R

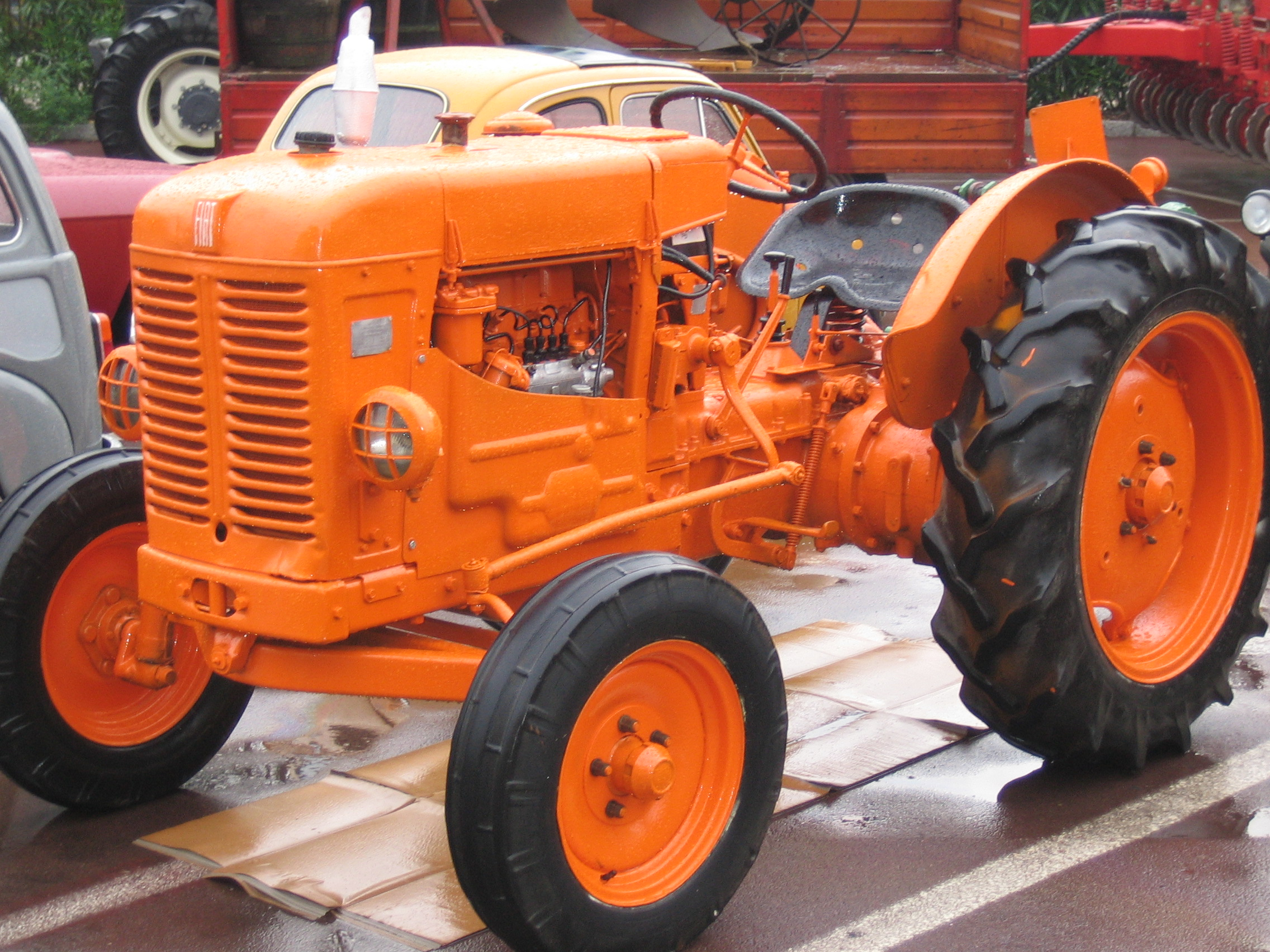
Trattore Fiat 25R

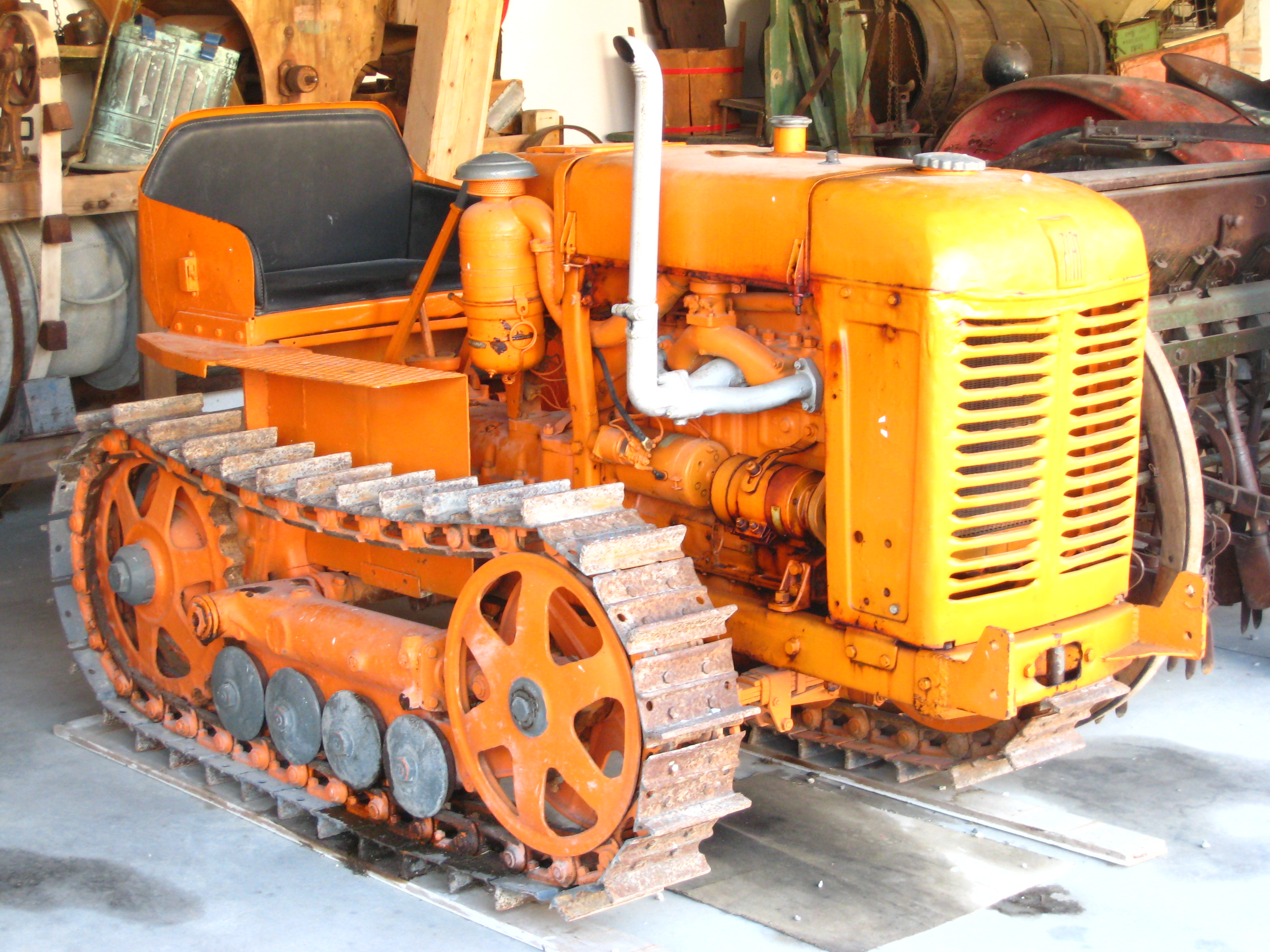
Cingolato Fiat 25C

Il Fiat 25R era un trattore agricolo prodotto dall'azienda italiana Fiat Trattori. 
Presentato nel 1953 rimase in produzione fino alla fine degli anni cinquanta.
Era equipaggiato con un motore Fiat diesel a quattro cilindri di 1901 cm³
che erogava 24 hp (17,9 kW) al regime di 2000 giri al minuto.
Le prime versioni erano dotate di un cambio a 4 marce mentre le versioni successive potevano essere dotate, come optional, di un cambio a 5 rapporti.
Dotazione interessante per l'epoca era la presenza dello starter elettrico.
Optional erano invece la presa di forza e il sistema di aggancio a tre punti.
Oltre al modello su ruote, Fiat proponeva anche una versione su cingoli Fiat 25C.